# ريتشارد كار
ريتشارد كار (بالإنجليزية: Richard Carr)‏ هو ضابط أمريكي، ولد في 3 ديسمبر 1925 في إل سنترو في الولايات المتحدة، وتوفي في 9 نوفمبر 2002 في سبرينغفيلد في الولايات المتحدة بسبب ابيضاض الدم.